# Henrique Casimiro II de Nassau-Dietz
O príncipe Henrique Casimiro II de Nassau-Dietz (18 de Janeiro de 1657 - 25 de Março de 1696) foi stadtholder de Frísia e Groninga desde 1664 até à sua morte em 1696.

## Família
Henrique Casimiro foi a segunda criança, mas primeiro e único varão a nascer do conde Guilherme Frederico de Nassau-Dietz e da princesa Albertina Inês de Orange-Nassau. Os seus avós paternos eram o conde Ernesto Casimiro I de Nassau-Dietz e a princesa Sofia Hedwig de Brunswick-Lüneburg. Os seus avós maternos eram o stadtholder Frederico Henrique de Orange e a princesa Amália de Solms-Braunfels. A sua tia Luísa Henriqueta de Orange-Nassau era mãe de Frederico I, primeiro rei da Prússia.

## Biografia
Como era ainda menor quando o seu pai morreu, a sua mãe foi sua regente até ele atingir a maioridade. Em 1675 o estado de Frísia fez um referendo que decidiu que a posição de stadtholder passaria a ser hereditária através dos descendentes de Henrique.

## Casamento e descendência
Henrique Casimiro casou-se com a sua prima, a princesa Henriqueta Amália de Anhalt-Dessau, no dia 26 de Novembro de 1683. Juntos tiveram nove filhos:
1. Henrique Jorge de Nassau-Dietz (24 de Junho de 1684 - 25 de Junho de 1685)
2. Henriqueta Albertina de Nassau-Dietz (24 de Junho de 1686 - 22 de Janeiro de 1754); sem descendência.
3. João Guilherme Friso de Orange-Nassau (4 de Agosto de 1687 - 14 de Julho de 1711); casado com a condessa Maria Luísa de Hesse-Cassel; com descendência.
4. Maria Amália de Nassau-Dietz (29 de Janeiro de 1689 - 27 de Janeiro de 1771); sem descendência.
5. Sofia Hedwig de Nassau-Dietz (8 de Março de 1690 - 1 de Março de 1734); casada com o duque Carlos Leopoldo de Mecklemburgo-Schwerin; sem descendência.
6. Isabel Carlota de Nassau-Dietz (22 de Janeiro de 1692 - 18 de Setembro de 1757); casada com o príncipe Cristiano de Nassau-Dillenburg; sem descendência.
7. Joana Inês de Nassau-Dietz (15 de Dezembro de 1693 - 19 de Março de 1765); sem descendência.
8. Luísa Leopoldina de Nassau-Dietz (12 de Janeiro de 1695 - 20 de Janeiro de 1758); sem descendência.
9. Henriqueta Casimira de Nassau-Dietz (29 de Junho de 1696 - 18 de Dezembro de 1738); sem descendência.